# レスター・ヘリコプター墜落事故
レスター・ヘリコプター墜落事故とは、2018年10月27日にイギリス・レスターのレスター・シティ・フットボール・クラブの本拠地であるキング・パワー・スタジアムから回転翼機であるアグスタウェストランドAW169ヘリコプターが離陸した直後に墜落、航空機操縦士と、レスター・シティ・フットボール・クラブの所有者であるヴィチャイ・スリヴァッダナプラバを含む4名の乗客5人全員が死亡し、海外著名人を含む搭乗者全員の死亡により注目を集めた墜落死亡事故である。
英国航空事故調査局は墜落事故の原因を、操縦席の足元のアンチトルク操作ペダルと、尾部回転翼（テールローター）間で制御操作を取り持つ連結部の接続機構が故障したために、横揺れ（ヨー）の制御が失われたことによるものであると結論付けた。
以下、本記事で記載する時刻は事故当時の現地時間である英国夏時間（BST）とする。

## 事故発生までの経緯
スリヴァッダナプラバは、キング・パワー・スタジアムでのレスター・シティの試合をヘリコプターを使用して頻繁に行き来しており、地元紙『レスター・マーキュリー』はそれを「フォクシーズ（レスター・シティFCの愛称）のファンにとっては身近な光景」と表現していた。
2018年10月27日、ウェストハム・ユナイテッドFCとの試合に向けヘリコプターはサリー州のフェアローク空港からヘリコプター操縦士と彼のパートナーである搭乗した1人の乗客（休暇中のフリーの女性操縦士、後述）とを乗せて出発した。
ロンドン・ヘリポートで3人の追加搭乗者（ヴィチャイ・スリヴァッダナプラバとスタッフ2人）を乗せて14時43分に出発した。
機体は、15時58分、キング・パワー・スタジアムの 1.5マイル（2.4 km）南にあるレスター市「ベルボアドライブ・フットボールクラブ・練習グラウンド」に到着した。機体から全員が降り、車でスタジアムに移動した。
試合が終わった後、操縦士と乗客である休暇中の女性操縦士が戻ってきて、これまで同様に試合中のヘリコプター待機所から通常どおりにAW169をスタジアムに飛ばして、ヴィチャイ・スリヴァッダナプラバと彼の2人のスタッフを回収した。
ヘリコプターは試合後の各々のチームの様相に関する放送を、"BTSport"のライブ中継により盛り上げる準備をしていた。
この時点で、ウェストハム・ユナイテッドのスタッフが退場し、レスター・シティのスタッフと選手はスタジアムに残っていたが、外には両クラブのファンが残っていた。AW169はロンドン・ルートン空港に飛行する予定だった。

## 事故発生
スリヴァッダナプラバと彼のスタッフである2人の乗客の要望により、ヘリコプターは、2018年10月27日20時37分にキング・パワー・スタジアムから離陸した。スタジアムを離陸後、約40秒間は正常に上昇していたことがわかっている。しかし、同機は高度約430フィートに達してから制御を失い、右廻りに自転しながら地面に墜落していった。
航空機に多少の知見を持つとある証人は「ヘリコプターのテールローターの故障が事故の原因である」と述べ、また他の証人は、航空機が「石のように床に落ちた」と述べた。
ヘリコプターは、スタジアムの駐車場E（スタジアムから外側へ約200メートル）の位置で地面に激突し、残骸はその後、爆発し炎に包まれた。2人の警察官はヘリコプターに向かい彼らを救助しようとしたが、強烈な熱と炎のため退避するしかなかった。
翌日、レスターシャー地方警察は、機体に乗っていた全員が墜落とその後の火災を含む事故で死亡したと確認し、5人の死者を確定した。
犠牲者は、スリヴァッダナプラバのほか、彼のスタッフの2人カヴェポーン・パンペール（Kaveporn Punpare）、女性秘書ジュム＝ヌサラー・スクナーマイ（JUM-Nusara Suknamai）、搭乗員である機長エリック・スワッファー（Eric Swaffer）と、彼のパートナーで同じ飛行操縦士であるが、乗客として副操縦席に搭乗したイザベラ・ローザ・レショウィック（Izabela Roza Lechowicz）だった。

スタジアム内外の他の場所には、死傷者はなかった。

## 事故機
この事故を引き起こした航空機（ヘリコプター）は、2016年に製造された新鋭のアグスタウェストランドAW169ヘリコプター、国籍記号と登録記号"G-VSKP" , CNコード"69018"であった。
乗客定員数は10名、重量は約4,500kg（9,900ポンド）で、動力は2基のプラット・アンド・ホイットニー・カナダ PW200・ターボシャフトエンジンである。ヘリコプターはフォックスボローが所有し、アマデウス航空が運航していた。
本墜落事故は2015年に導入が始まった2018年時点の最新鋭機AW169において、初となる全損事故および死者を伴う墜落事故であった。

## 事故調査
英国事故調査局（AAIB）は事故の調査を開始した。
ヘリコプターを開発・製造したアグスタウェストランドが本社を置くイタリアの国家航空安全局と、ヘリコプターのエンジンを製造したプラット・アンド・ホイットニー・カナダが本社を置くカナダの輸送安全委員会が支援を行った。
ポーランドの国家航空事故調査委員会と、タイの航空機事故調査委員会の認定代表も支援を行った。
回転翼航空機のデジタルフライトデータレコーダーは火災でひどく損傷していたものの、事故の翌日である2017年10月28日に回収され、英国のハンプシャー州ファーンボローの事故調査局の基地に輸送され、飛行記録も無事ダウンロードされた。
一方でヘリコプターの機体の残骸は11月2日にファーンボローに運ばれた。
ヘリコプターの乗客と乗組員の正式な死因を調査するために、検死官裁判所が設けられた。
その調査報告では、仮に爆発炎上する前の墜落事故で生存者がいたとしても逃げ出すチャンスはほぼなく、機体内部に閉じ込められた乗員と乗客を助けられる人もいなかったと結論づけられた。
11月7日、欧州航空安全機関（EASA）は、耐空性改善通報（ アグスタウェストランド AW169 およびアグスタウェストランド AW189の尾部の点検を予防措置として要求する耐空性指令）を発表した。
11月14日、英国航空事故調査局（AAIB）は特別報告を発表し、調査の概要として、墜落原因は横揺れ(ヨー)制御の喪失であること、なぜ横揺れ制御が喪失したかはまだ明らかになっていないこと、調査はテールローター機構に注目して進められていることが報告された。
2018年11月30日、欧州航空安全機関（EASA）は、テールローター機構の一部について定期検査の前倒し実施を求める緊急整備技術情報通報（サービスブリテン）を発行した。同日中には耐空性指令が発行され、検査実施が義務付けられた。
2018年12月6日、英国航空事故調査局（AAIB）は第2回特別報告を発表した。
調査官は事故の主な原因が操縦席のアンチトルクペダルとテールローター機構の連結部分が損傷していたこと、より具体的にはそのうちの機械要素である、1個の "ピン部品" の緩みであることを明らかにした。
調査官は、アンチトルクペダルとテールローター機構を連結するピンが緩んだことで、通常なら回転しないはずのテールローターコントロールシャフトがテールロータの回転につられて回転してしまい、その摩擦熱でコントロールシャフトとナットが融着してしまったために回転部の割りピンが破断したこと、さらに摩擦で出た金属粉と焼けたグリスがコントロールシャフト端部のベアリングに詰まり、わずかしか回転しないようになっていたことから、テールローター機構が正常に動作しなくなったことでメインローターの回転に伴うカウンタートルクを打ち消せなくなったために制御不能に陥ったものとした。
墜落直前の機体の右自転も上記を裏付けるものと判断された。

### 事故分析
AW169は、離陸後、高度約430フィート（130メートル）を過ぎた辺りから右廻りに自転を始めていた。
テールローターの機械的な機能に何らかの故障が生じていた可能性が濃厚であり、テールローターが機能していなかったか、あるいはペダルと操作機構のリンクに支障を生じて、メインローターのカウンタートルクを打ち消す以上のトルクが生じて自転していた可能性が高い。
このような状況では、どれほど経験を積んだ操縦士でも回復操作は困難であり、垂直安定板や水平安定板の舵操作によりメインローターのカウンタートルクを抑え込むことはもとより、低速で高度も取れない離陸直後だったためにエンジンを直ちに停止してオートローテーションにより不時着することも不可能であった。
また、上記の回避操作には欧州式の主回転翼の特性（時計回り）を踏まえ、最低でもヘリコプターの高度・速度線図規程線以上の高度と対気速度が必要であった。
また、ベアリングケースに回転できなくなるほどの金属粉等が貯まっていたことや、アンチトルクペダルとコントロールシャフトの接続ピンが外れたことは、点検整備時の見落としや、定期点検作業そのものに不備または整備不良があった可能性も否定できない。

## 事故後の動き
2018年10月27日のヘリコプター墜落事故の翌朝、レスター・シティ及び事故当日の対戦相手でウェストハム・ユナイテッドのファンからグラウンド外で花やユニフォーム、スカーフが供えられ始めた。
10月30日に、レスター・シティは追悼用のメッセージブックを設置し、またオンライン・バージョンも開設した。またこの事故の直後には、サッカーイングランド代表の本拠地であり、英国の国営スタジアムであるウェンブリー・スタジアムが犠牲者を偲び、レスターのチームカラーである青色にライトアップされた。
レスター・シティ・フォックス慈善財団は、死亡した会長とオーナーを称えるために「ヴィシャイ・スリヴァダナ・ハプラバ財団」に改名された。
11月9日、レスター・シティはヴィチャイ・スリヴァッダナプラバの像を作成することを発表。レスター・シティのファンは、事故の犠牲者を偲び「"5,000-1" walk」と銘打った行進を実施。ホームでのバーンリーFC戦の試合前に行なわれ、何千人ものファンが行進に参加した。初期の主催者発表では5,000人のファンが参加したとされたが、報告書によると約10,000人だったという。

### サッカー界の対応
本事故の翌日に予定されていたレスター・シティとマンチェスター・ユナイテッドFCの2018-2019 FA女子チャンピオンシップは、5人の犠牲者たちに弔意を表すため延期された。女子リザーブチームのダービー・カウンティFCとの試合も延期された。
2018年10月30日にキング・パワー・スタジアムで開催予定だったサウサンプトンFC戦や、レスター・シティU-23とフェイエノールト・アカデミーの間で行なわれる予定であった2018-19プレミアリーグ・インターナショナル・カップも延期された。
当初10月31日に予定されていた、レスター・シティ同様にヴィチャイ・スリヴァッダナプラバが所有するOHルーヴェンとロメルSKとのベルギー・ファースト・ディビジョンBの試合も延期された。
事故翌日の10月28日の他のプレミアリーグのサッカーの試合では、墜落事故の犠牲者と英国第一次世界大戦・戦没者追悼記念日の双方の追悼のために黒い腕章を身に着けたが、赤いヒナゲシの花の襟章が、元来の1918年11月11日の第一次世界大戦の一次大戦・休戦記念日より、数日早く着用された。
12月1日のワトフォードFC戦ではアウェーのワトフォードサポーターがヴィチャイ・スリヴァッダナプラバへの追悼バナーを掲げ、またワトフォードサポーターからレスター財団へ1,700ポンドが寄付された。レスター・シティ副会長でヴィチャイの息子であるアイヤワットはワトフォードサポーターに無料で飲食物を提供し感謝を示した。